# Marcus (zoon van Basiliscus)

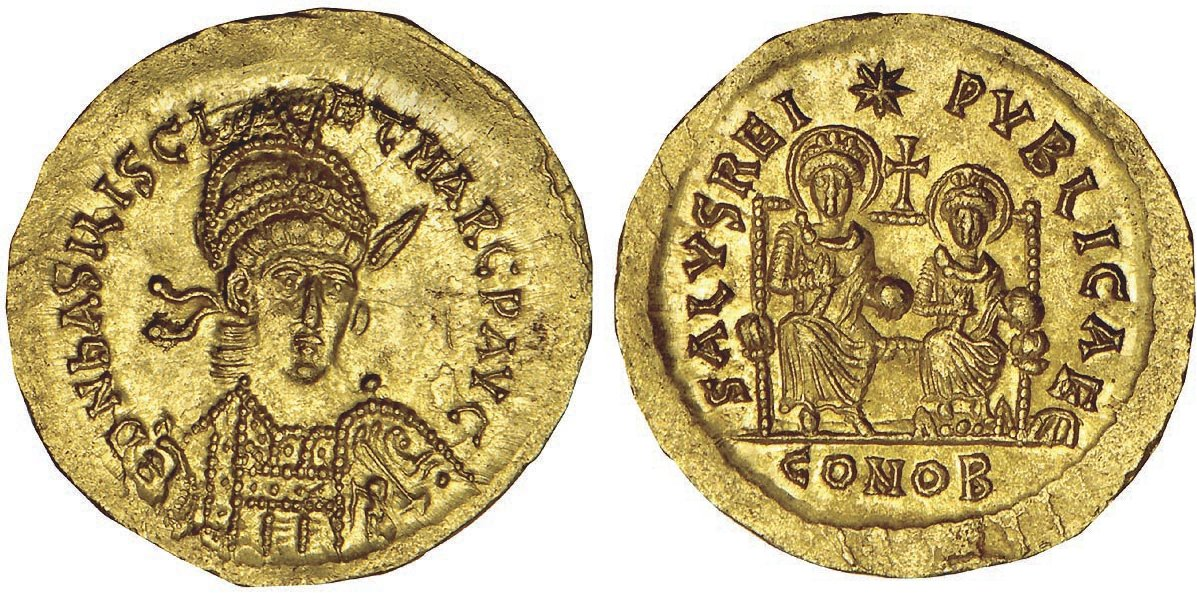
Munt van Basiliscus en Marcus (Constantinopel, 475-476)

Marcus (Grieks: Μάρκος, Markos) (volledige naam, geboortedatum en sterfdatum onbekend) was keizer van het Oost-Romeinse rijk van 475 tot eind augustus 476. Hij was door zijn vader, de opstandige keizer Basiliscus, tot medekeizer benoemd.
Marcus was de zoon van Basiliscus en diens vrouw Zenonis. Zijn vader was een broer van Verina, de echtgenote van keizer Leo I. Van Marcus is bijzonder weinig bekend.
Na het begin van Basiliscus' opstand tegen de rechtmatige keizer Zeno in 475 (die toen vrij goed verliep) werd Marcus door hem tot Caesar en iets later in waarschijnlijk datzelfde jaar tot Augustus benoemd. Er werden munten geslagen uit naam van beide keizers tegelijk; munten met alleen de naam van Marcus erop zijn niet bekend.
Basiliscus' opstand stortte echter in 476 ineen en in augustus kon Zeno de hoofdstad Constantinopel weer innemen. Basiliscus en zijn gezin (waaronder ook Marcus) verscholen zich in een kerk. Zeno beloofde hen niet te executeren, en verbande hen naar Limnae in Cappadocië, waar hij hen naar het schijnt de hongerdood liet sterven.